# Le Châtiment (Lefranc)
Pour les articles homonymes, voir Le Châtiment.
Le Châtiment est le vingt-et-unième tome de la série Lefranc écrit par Patrick Delperdange et dessiné par Erwin Drèze, André Taymans et Raphaël Schierer, édité en juin 2010 par Casterman.

## Résumé
Lors de la 30e cérémonie des Oscars du 26 mars 1958 au RKO Pantages Theatre à Hollywood, un curieux énergumène perturbe la soirée sous les yeux de Guy Lefranc et les invités. Il s'agit de fidèles au révérend Blackstone de l'Église du Pardon et de la Foi. Cette secte lutte contre les milieux du cinéma, accusés de toutes les dépravations. Plusieurs accidents et attentats violents se succèdent, visant des personnalités hollywoodiennes. Lefranc est lui-même attaqué dans sa chambre d’hôtel puis sauve le lendemain l'acteur Mark Stevens sur un plateau de tournage. Puis il accompagne son ami reporter dans la maison d'Andrew Baxter, un acteur venant de se faire agresser. Lefranc fait connaissance avec le révérend Blackstone. Malgré ses menaces divines, Lefranc soupçonne l'organisation de vouloir infliger à Hollywood un châtiment radical.
Invité pour une fête dans la villa de Mark Stevens, Lefranc découvre le monde d'Hollywood et Carol Moore, une actrice protégée par le producteur Joe Politzer. Celle-ci le rejoint à son hotel, pensant être suivie par une Ford Fairlane Crown Victoria bleue et blanche. La voiture s'échappe quand Lefranc va à sa rencontre. Ils la poursuivent avec la Corvette de Carol mais finissent près du barrage Mulholland Dam (en) et la maison d'Andrew Baxter. Carol disparait quand Lefranc suit le révérend Blackston apparu accompagné par un autre homme.
Le lendemain, retourné au barrage, Lefranc retrouve la Ford appartenant en fait à Andrew Baxter. Celui dévoile que Stevens le fait chanter de même que Carol. Il l'entraine chez le révérend Blackstone voulant faire lyncher Lefranc par les fidèles réunis. Le révérend lui annonce un déluge pour le surlendemain. Lefranc s'échappe mais est alors accusé de la disparition de Carol qui est en fait retenue prisonnière par Lewis Baxter le frère d'Andrews. Lefranc est kidnappé par Johnny Stompanato qui veut filmer sa mort, noyé dans un cercueil de verre. Lefranc échappe in-extremis au supplice en tuant par accident ses ravisseurs. Comprenant que le révérend veut détruire le barrage pour innonder Hollywood, il se précipite vers le barrage où il rencontre par hasard Mark et miss Blackstone. Là, un avion conduit par Lewis embarque le révérend avec une bombe qu'ils s’apprêtent à envoyer sur le barrage. 
Voyant sa fille à proximité, il ordonne à Lewis d'atterrir, embarque sa fille et Mark alors que Lefranc s'accroche à l'avion. Un bagarre s'ensuit avec Mark qui tue Lewis et provoque le crash de l'avion. Seul Lefranc s'en sort indemne. Carol libérée, le producteur Joe Politzer veut signer un contrat avec Lefranc pour un film sur cette aventure mais celui-ci décline.

## Personnages
- Guy Lefranc
- Michael Robinson, journaliste au Hollywood Reporter.
- Révérend Blackstone, fondateur de l'Église du Pardon et de la Foi.
- Julia Blackstone, fille du révérend.
- Andrew Baxter
- Mark Stevens, acteur.
- Joe Politzer, producteur de cinéma et ami de Carol Moore.
- Carol Moore

## Genèse